# Fußball-Club Gütersloh 1997-1998
Questa voce raccoglie le informazioni riguardanti il Fußball-Club Gütersloh nelle competizioni ufficiali della stagione 1997-1998.

## Stagione
Nella stagione 1997-1998 il Gütersloh, allenato da Hannes Linßen, concluse il campionato di 2. Bundesliga al 5º posto. In Coppa di Germania il Gütersloh fu eliminato al primo turno dal VfB Lipsia.

## Rosa
| N. |                        | Ruolo | Calciatore         |
| -- | ---------------------- | ----- | ------------------ |
| 1  | Polonia (bandiera)     | P     | Adam Matysek       |
| 3  | Paesi Bassi (bandiera) | D     | Rob Reekers        |
| 4  | Germania (bandiera)    | D     | Dirk Konerding     |
| 5  | Germania (bandiera)    | D     | Jens Tschiedel     |
| 6  | Germania (bandiera)    | C     | Dirk Flock         |
| 7  | Germania (bandiera)    | C     | Andreas Ellguth    |
| 8  | Germania (bandiera)    | D     | Christian Meyer    |
| 10 | Germania (bandiera)    | C     | Uwe Weidemann      |
| 11 | Germania (bandiera)    | D     | Willi Landgraf     |
| 12 | Slovacchia (bandiera)  | D     | Marian Hodulik     |
| 13 | Germania (bandiera)    | D     | Janosch Dziwior    |
| 14 | Polonia (bandiera)     | C     | Wojciech Choroba   |
| 16 | Germania (bandiera)    | C     | Frank Scharpenberg |

| N. |                        | Ruolo | Calciatore       |
| -- | ---------------------- | ----- | ---------------- |
| 17 | Germania (bandiera)    | C     | Ralf Lewe        |
| 20 | Stati Uniti (bandiera) | A     | David Wagner     |
| 23 | Germania (bandiera)    | C     | Mike Schürmann   |
| 25 | Germania (bandiera)    | P     | Dirk Langerbein  |
| 15 | Croazia (bandiera)     | D     | Josip Rasic      |
| 2  | Germania (bandiera)    | C     | Sven Bremer      |
| 29 | Germania (bandiera)    | C     | Robert Reichert  |
| 18 | Ucraina (bandiera)     | C     | Ruslan Romanchuk |
| 24 | Germania (bandiera)    | A     | Alexander Löbe   |
| 19 | Croazia (bandiera)     | A     | Vlado Papic      |
| 28 | Turchia (bandiera)     | A     | Soner Uysal      |
| 9  | Germania (bandiera)    | A     | Angelo Vier      |

## Organigramma societario
Area tecnica
- Allenatore: Hannes Linßen
- Allenatore in seconda:
- Preparatore dei portieri:
- Preparatori atletici:

## Calciomercato

### Sessione estiva
| Acquisti | Acquisti           | Acquisti        | Acquisti |
| R.       | Nome               | da              | Modalità |
| -------- | ------------------ | --------------- | -------- |
| C        | Sven Bremer        | Oldenburg       |          |
| D        | Janosch Dziwior    | Colonia         |          |
| A        | Alexander Löbe     | Lubecca         |          |
| C        | Thomas Möller      | Lubecca         |          |
| C        | Frank Scharpenberg | Rot-Weiss Essen |          |
| C        | Mike Schürmann     | Rot-Weiss Essen |          |
| A        | Angelo Vier        | Rot-Weiss Essen |          |
| A        | David Wagner       | Schalke 04      |          |
| C        | Uwe Weidemann      | Hertha Berlino  |          |

| Cessioni | Cessioni         | Cessioni       | Cessioni |
| R.       | Nome             | a              | Modalità |
| -------- | ---------------- | -------------- | -------- |
| D        | Frank Amankwah   | AZ Alkmaar     |          |
| C        | Heiko Bonan      | LR Ahlen       |          |
| C        | Ansgar Brinkmann | Cloppenburg    |          |
| C        | Volker Nenne     | Verl           |          |
| P        | Ronny Teuber     | Greuther Fürth |          |
| A        | Dirk van der Ven | LR Ahlen       |          |

### Sessione invernale
| Acquisti | Acquisti    | Acquisti | Acquisti |
| R.       | Nome        | da       | Modalità |
| -------- | ----------- | -------- | -------- |
| A        | Soner Uysal | Amburgo  |          |

| Cessioni | Cessioni      | Cessioni   | Cessioni |
| R.       | Nome          | a          | Modalità |
| -------- | ------------- | ---------- | -------- |
| C        | Thomas Möller | VfB Lipsia |          |

## Risultati

### 2. Bundesliga

#### Girone di andata
| Arbitro: | Koop |

|                                               |           |                      |
| Schürmann 5’ Weidemann 71’ Meyer 76’ Löbe 90’ | Marcatori | 85’ Falter 90’ Hogen |

| Amburgo 1º agosto 1997, ore 19:00 CEST 2ª giornata | St. Pauli | 0 – 0 referto | Gütersloh | Millerntor-Stadion (17 318 spett.)\| Arbitro: \| Stark \| |
| Arbitro:                                           | Stark     |               |           |                                                           |

| Arbitro: | Blumenstein |

|          |           |               |
| Vier 87’ | Marcatori | 17’, 23’ Baya |

| Arbitro: | Fleischer |

|             |           |           |
| Demandt 49’ | Marcatori | 18’ Flock |

| Arbitro: | Wezel |

|          |           |  |
| Vier 45’ | Marcatori |  |

| Arbitro: | Schütz |

|                     |           |                            |
| Klee 54’ Hermel 72’ | Marcatori | 42’ (rig.) Meyer 81’ Papic |

| Arbitro: | Frey |

|          |           |  |
| Vier 20’ | Marcatori |  |

| Arbitro: | Salver |

|                      |           |                         |
| Brdarić 40’ Mink 87’ | Marcatori | 26’ Weidemann 45’ Flock |

| Gütersloh 5 ottobre 1997, ore 15:00 CEST 9ª giornata | Gütersloh | 0 – 0 referto | Eintracht Francoforte | Heidewaldstadion (13 000 spett.)\| Arbitro: \| Hilmes \| |
| Arbitro:                                             | Hilmes    |               |                       |                                                          |

| Arbitro: | Wack |

|  |           |          |
|  | Marcatori | 41’ Vier |

| Arbitro: | Hauer |

|               |           |             |
| Weidemann 48’ | Marcatori | 79’ Wollitz |

| Arbitro: | Kammerer |

|                     |           |                     |
| Feinbier 69’ (rig.) | Marcatori | 26’ Vier 45’ Wagner |

| Arbitro: | Wendorf |

|          |           |  |
| Vier 44’ | Marcatori |  |

| Arbitro: | Schößling |

|  |           |                     |
|  | Marcatori | 51’ Flock 90’ Papic |

| Arbitro: | Müller |

|                   |           |           |
| Rraklli 4’ (rig.) | Marcatori | 12’ Flock |

| Gütersloh 7 dicembre 1997, ore 14:00 CET 16ª giornata | Gütersloh | 0 – 0 referto | Energie Cottbus | Heidewaldstadion (8 000 spett.)\| Arbitro: \| Lange \| |
| Arbitro:                                              | Lange     |               |                 |                                                        |

| Fürth; 14 dicembre 1997, ore 14:00 CET 17ª giornata | Greuther Fürth | 0 – 0 referto | Gütersloh | Playmobil-Stadion (7 000 spett.)\| Arbitro: \| Meyer \| |
| Arbitro:                                            | Meyer          |               |           |                                                         |

#### Girone di ritorno
| Arbitro: | Weiner |

|           |           |  |
| Kurth 72’ | Marcatori |  |

| Arbitro: | Sippel |

|             |           |                      |
| Dziwior 72’ | Marcatori | 90’ (rig.) Scharping |

| Arbitro: | Heynemann |

|                         |           |             |
| Pavlin 35’ Iashvili 79’ | Marcatori | 19’ Dziwior |

| Arbitro: | Wezel |

|                                   |           |                      |
| Wagner 15’ Vier 44’ Schürmann 79’ | Marcatori | 18’ Sohler 42’ Klopp |

| Arbitro: | Zerr |

|               |           |  |
| Wohlfarth 65’ | Marcatori |  |

| Arbitro: | Hilmes |

|                        |           |            |
| Hauser 32’ Jüptner 83’ | Marcatori | 68’ Wagner |

| Arbitro: | Hufgard |

|                  |           |  |
| Meyer 39’ (rig.) | Marcatori |  |

| Francoforte sul Meno 9 aprile 1998, ore 19:00 CEST 26ª giornata | Eintracht Francoforte | 0 – 0 referto | Gütersloh | Waldstadion (26 000 spett.)\| Arbitro: \| Meyer \| |
| Arbitro:                                                        | Meyer                 |               |           |                                                    |

| Arbitro: | Insam |

|                                   |           |  |
| Vier 11’, 23’, 56’, 84’ Meyer 56’ | Marcatori |  |

| Arbitro: | Kammerer |

|              |           |          |
| Vier 3’, 84’ | Marcatori | 59’ Jack |

| Arbitro: | Albrecht |

|  |           |                                               |
|  | Marcatori | 29’ (rig.) Meyer 59’ Wagner 82’ (aut.) Grauer |

| Gütersloh 3 maggio 1998, ore 15:00 CEST 29ª giornata | Gütersloh | 0 – 0 referto | Wattenscheid 09 | Heidewaldstadion (12 000 spett.)\| Arbitro: \| Fleischer \| |
| Arbitro:                                             | Fleischer |               |                 |                                                             |

| Arbitro: | Wagner |

|  |           |               |
|  | Marcatori | 43’, 62’ Vier |

| Arbitro: | Kadach |

|          |           |             |
| Vier 90’ | Marcatori | 60’ Beierle |

| Gütersloh 22 maggio 1998, ore 19:00 CEST 32ª giornata | Gütersloh | 0 – 0 referto | Unterhaching | Heidewaldstadion (11 000 spett.)\| Arbitro: \| Schößling \| |
| Arbitro:                                              | Schößling |               |              |                                                             |

| Arbitro: | Berg |

|                         |           |                    |
| Irrgang 52’ Seifert 88’ | Marcatori | 14’ Flock 54’ Vier |

| Arbitro: | Wack |

|          |           |          |
| Vier 50’ | Marcatori | 4’ Weigl |

### Coppa di Germania
| Arbitro: | Lange |

|                       |           |           |
| Fuchs 24’ Däbritz 90’ | Marcatori | 76’ Flock |

## Statistiche

### Statistiche di squadra
| Competizione      | Punti | In casa | In casa | In casa | In casa | In casa | In casa | In trasferta | In trasferta | In trasferta | In trasferta | In trasferta | In trasferta | Totale | Totale | Totale | Totale | Totale | Totale | DR  |
| Competizione      | Punti | G       | V       | N       | P       | Gf      | Gs      | G            | V            | N            | P            | Gf           | Gs           | G      | V      | N      | P      | Gf     | Gs     | DR  |
| ----------------- | ----- | ------- | ------- | ------- | ------- | ------- | ------- | ------------ | ------------ | ------------ | ------------ | ------------ | ------------ | ------ | ------ | ------ | ------ | ------ | ------ | --- |
| 2. Bundesliga     | 55    | 17      | 8       | 8       | 1       | 23      | 11      | 17           | 5            | 8            | 4            | 20           | 15           | 34     | 13     | 16     | 5      | 43     | 26     | +17 |
| Coppa di Germania | -     | 0       | 0       | 0       | 0       | 0       | 0       | 1            | 0            | 0            | 1            | 1            | 2            | 1      | 0      | 0      | 1      | 1      | 2      | -1  |
| Totale            | 55    | 17      | 8       | 8       | 1       | 23      | 11      | 18           | 5            | 8            | 5            | 21           | 17           | 35     | 13     | 16     | 6      | 44     | 28     | +16 |

### Andamento in campionato
| Giornata  | 1 | 2 | 3 | 4 | 5 | 6 | 7 | 8 | 9 | 10 | 11 | 12 | 13 | 14 | 15 | 16 | 17 | 18 | 19 | 20 | 21 | 22 | 23 | 24 | 25 | 26 | 27 | 28 | 29 | 30 | 31 | 32 | 33 | 34 |
| --------- | - | - | - | - | - | - | - | - | - | -- | -- | -- | -- | -- | -- | -- | -- | -- | -- | -- | -- | -- | -- | -- | -- | -- | -- | -- | -- | -- | -- | -- | -- | -- |
| Luogo     | C | T | C | T | C | T | C | T | C | T  | C  | T  | C  | T  | T  | C  | T  | T  | C  | T  | C  | T  | T  | C  | T  | C  | C  | T  | C  | T  | C  | C  | T  | C  |
| Risultato | V | N | P | N | V | N | V | N | N | V  | N  | V  | V  | V  | N  | N  | N  | P  | N  | P  | V  | P  | P  | V  | N  | V  | V  | V  | N  | V  | N  | N  | N  | N  |
| Posizione | 1 | 3 | 8 | 7 | 5 | 5 | 5 | 4 | 4 | 4  | 3  | 3  | 2  | 2  | 3  | 2  | 3  | 5  | 4  | 5  | 4  | 4  | 4  | 4  | 4  | 4  | 4  | 3  | 4  | 3  | 3  | 4  | 4  | 5  |

Legenda:

Luogo: C = Casa; T = Trasferta. Risultato: V = Vittoria; N = Pareggio; P = Sconfitta.

### Statistiche dei giocatori
| Giocatore       | 2. Bundesliga | 2. Bundesliga | 2. Bundesliga | 2. Bundesliga | Coppa di Germania | Coppa di Germania | Coppa di Germania | Coppa di Germania | Totale   | Totale | Totale      | Totale     |
| Giocatore       | Presenze      | Reti          | Ammonizioni   | Espulsioni    | Presenze          | Reti              | Ammonizioni       | Espulsioni        | Presenze | Reti   | Ammonizioni | Espulsioni |
| --------------- | ------------- | ------------- | ------------- | ------------- | ----------------- | ----------------- | ----------------- | ----------------- | -------- | ------ | ----------- | ---------- |
| S. Bremer       | 6             | 0             | 0             | 0             | 0                 | 0                 | 0                 | 0                 | 6        | 0      | 0           | 0          |
| W. Choroba      | 24            | 0             | 0             | 0             | 0                 | 0                 | 0                 | 0                 | 24       | 0      | 0           | 0          |
| J. Dziwior      | 33            | 2             | 5             | 0             | 1                 | 0                 | 0                 | 0                 | 34       | 2      | 5           | 0          |
| A. Ellguth      | 1             | 0             | 0             | 0             | 0                 | 0                 | 0                 | 0                 | 1        | 0      | 0           | 0          |
| D. Flock        | 28            | 5             | 2             | 0             | 1                 | 1                 | 0                 | 0                 | 29       | 6      | 2           | 0          |
| M. Hodulik      | 0             | 0             | 0             | 0             | 0                 | 0                 | 0                 | 0                 | 0        | 0      | 0           | 0          |
| D. Konerding    | 10            | 0             | 0             | 0             | 0                 | 0                 | 0                 | 0                 | 10       | 0      | 0           | 0          |
| W. Landgraf     | 32            | 0             | 14            | 0             | 1                 | 0                 | 0                 | 0                 | 33       | 0      | 14          | 0          |
| D. Langerbein   | 0             | 0             | 0             | 0             | 0                 | 0                 | 0                 | 0                 | 0        | 0      | 0           | 0          |
| R. Lewe         | 24            | 0             | 5             | 0             | 1                 | 0                 | 0                 | 0                 | 25       | 0      | 5           | 0          |
| A. Löbe         | 6             | 1             | 0             | 0             | 1                 | 0                 | 0                 | 0                 | 7        | 1      | 0           | 0          |
| A. Matysek      | 34            | 0             | 2             | 0             | 1                 | 0                 | 0                 | 0                 | 35       | 0      | 2           | 0          |
| C. Meyer        | 30            | 5             | 4             | 1             | 1                 | 0                 | 0                 | 0                 | 31       | 5      | 4           | 1          |
| T. Möller       | 2             | 0             | 0             | 0             | 0                 | 0                 | 0                 | 0                 | 2        | 0      | 0           | 0          |
| V. Papic        | 22            | 2             | 0             | 0             | 1                 | 0                 | 0                 | 0                 | 23       | 2      | 0           | 0          |
| J. Rasic        | 1             | 0             | 0             | 0             | 0                 | 0                 | 0                 | 0                 | 1        | 0      | 0           | 0          |
| R. Reekers      | 29            | 0             | 5             | 0             | 1                 | 0                 | 1                 | 0                 | 30       | 0      | 6           | 0          |
| R. Reichert     | 0             | 0             | 0             | 0             | 0                 | 0                 | 0                 | 0                 | 0        | 0      | 0           | 0          |
| R. Romanchuk    | 1             | 0             | 0             | 0             | 0                 | 0                 | 0                 | 0                 | 1        | 0      | 0           | 0          |
| F. Scharpenberg | 33            | 0             | 6             | 0             | 1                 | 0                 | 1                 | 0                 | 34       | 0      | 7           | 0          |
| M. Schürmann    | 20            | 2             | 1             | 0             | 1                 | 0                 | 0                 | 0                 | 21       | 2      | 1           | 0          |
| J. Tschiedel    | 26            | 0             | 8             | 3             | 1                 | 0                 | 0                 | 0                 | 27       | 0      | 8           | 3          |
| S. Uysal        | 12            | 0             | 1             | 0             | 0                 | 0                 | 0                 | 0                 | 12       | 0      | 1           | 0          |
| A. Vier         | 33            | 18            | 6             | 0             | 1                 | 0                 | 1                 | 0                 | 34       | 18     | 7           | 0          |
| D. Wagner       | 23            | 4             | 4             | 0             | 0                 | 0                 | 0                 | 0                 | 23       | 4      | 4           | 0          |
| U. Weidemann    | 30            | 3             | 3             | 1             | 1                 | 0                 | 0                 | 0                 | 31       | 3      | 3           | 1          |